# 盘尾树鹊
盘尾树鹊（学名：Crypsirina temia）是鸦科盘尾树鹊属的一种，分布于缅甸、老挝、中国大陆、越南、泰国、印度尼西亚、马来西亚和柬埔寨。该物种的保护状况被评为无危。
盘尾树鹊的栖息地包括亚热带或热带的湿润低地林、亚热带或热带的（低地）湿润疏灌丛和亚热带或热带的红树林。